# MÁV-Baureihe M40
Die Fahrzeuge der MÁV-Baureihe M40 (seit 2011: 408) sind Diesellokomotiven der ungarischen Staatsbahn Magyar Államvasutak (MÁV) für den Reiseverkehr. Sie tragen den Spitznamen Púpos (deutsch etwa: „Die Bucklige“).

## Geschichte
Die Lokomotiven wurden vom ungarischen Hersteller Ganz-MÁVAG zwischen 1963 und 1970 geliefert. Die Lokomotiven erschienen in mehreren Ausführungen, darunter auch acht Maschinen für die breitspurigen Strecken im Grenzgebiet zur Sowjetunion bzw. der heutigen Ukraine.
Die M40 ist noch immer in ganz Ungarn anzutreffen, jedoch sind durch die seit den 1980er Jahren fortschreitende Elektrifizierung und den nach dem Ende der Sowjetunion zurückgegangenen Schienengüterverkehr mittlerweile zahlreiche Fahrzeuge ausgemustert worden. 2001 gelangten zwei Maschinen zur GySEV; ein ab 2002 durchgeführtes Remotorisierungsprogramm wurde nach drei Lokomotiven eingestellt.

## Technische Merkmale
Der Brückenrahmen ist eine Schweißkonstruktion und besitzt an den Enden die übliche Zug- und Stoßeinrichtung. Die Aufbauten bestehen aus einem langen Vorbau, der die Kühlanlage, den Dieselmotor sowie den Generator trägt. Über dem hinteren Drehgestell ist das Führerhaus angeordnet, dass über die gesamte Rahmenbreite reicht und auf beiden Seiten Zutritte hat. Im Führerstand sind die beiden Führerstände mit Fahr- und Wendeschalter diagonal angeordnet, es herrschen daraufhin für beide Fahrtrichtungen dieselben Arbeitsbedingungen. Dahinter ist noch ein kleinerer Vorbau angeordnet, der die Heizanlage sowie die Batterie umschließt. Der Zugang zu den Elementen hinter den Vorbauten ist von dem Umlauf aus möglich. An den Stirnseiten der Lokomotive befinden sich Übergänge. Der Lokomotivrahmen stützt sich je Drehgestell über vier gummigelagerte Pendel ab. Die Lokomotive besitzt keinen zentralen Drehzapfen, die Übertragung der Zug- und Bremskräfte wird über ein Hebelsystem durchgeführt. Die Radsätze sind über Radlenker geführt. Die Drehgestellrahmen sind vom Lokomotivrahmen über Schraubenfeder abgefedert. Alle Federn je Drehgestellseite beeinflussen sich durch Ausgleichshebel gegenseitig.
Die Lokomotiven besitzen, wie alle Lokomotiven von Ganz-MÁVAG einen Dieselmotor Bauart Ganz-Jendrasik aus eigener Produktion. Es handelt sich um die Grundversion mit 170 mm Zylinderdurchmesser und 240 mm Kolbenhub, der hier als Sechzehnzylinder-Motor 1000 PS bei 1200 min−1 abgibt. Als Motorregler wird ein Verstellregler verwendet, der mit dem elektrischen Regelsystem der Kraftübertragung kombiniert ist. Die Kraftübertragung fängt mit dem am Dieselmotor angeflanschten Hauptgenerator sowie dem Hilfsgenerator an und endet mit den in den Drehgestellen gelagerten elektrischen Fahrmotoren.
Die elektrische Energie für das Bordnetz von 72 V wird von einer Lichtmaschine versorgt, die außerdem noch die Batterie des Fahrzeuges lädt. Seitenwandkühler und Schmierölwärmetauscher kühlen den Dieselmotor. Zusätzlich wird die Kühlanlage noch von einem Lüfterrad gekühlt, es wird vom Dieselmotor über eine schaltbare Kupplung und ein Zwischengetriebe angetrieben. Ein zweiter Abtrieb von diesem Getriebe steuert den Luftverdichter an. Ebenfalls mechanisch angetrieben werden die Gebläse zur Kühlung der Fahrmotoren. Zur Zugheizung besaß die Lokomotive ursprünglich einen automatischen ölgefeuerten Dampfheizkessel. Die wichtigsten Betriebszustände der Maschinenanlage werden durch Kontrollelemente überwacht. So wird der Dieselmotor automatisch bei zu geringem Schmieröldruck oder zu hoher Drehzahl abgestellt. Weiterhin sind für das Bremssystem bzw. die Fahrgeschwindigkeit und für Fahrstrom bzw. -spannung Anzeigeinstrumente vorhanden. Für die Steuerung ist die Lokomotive zur Führung von zwei Lokomotiven über Vielfachsteuerung ausgelegt.

Bilder der MÁV-Baureihe M40
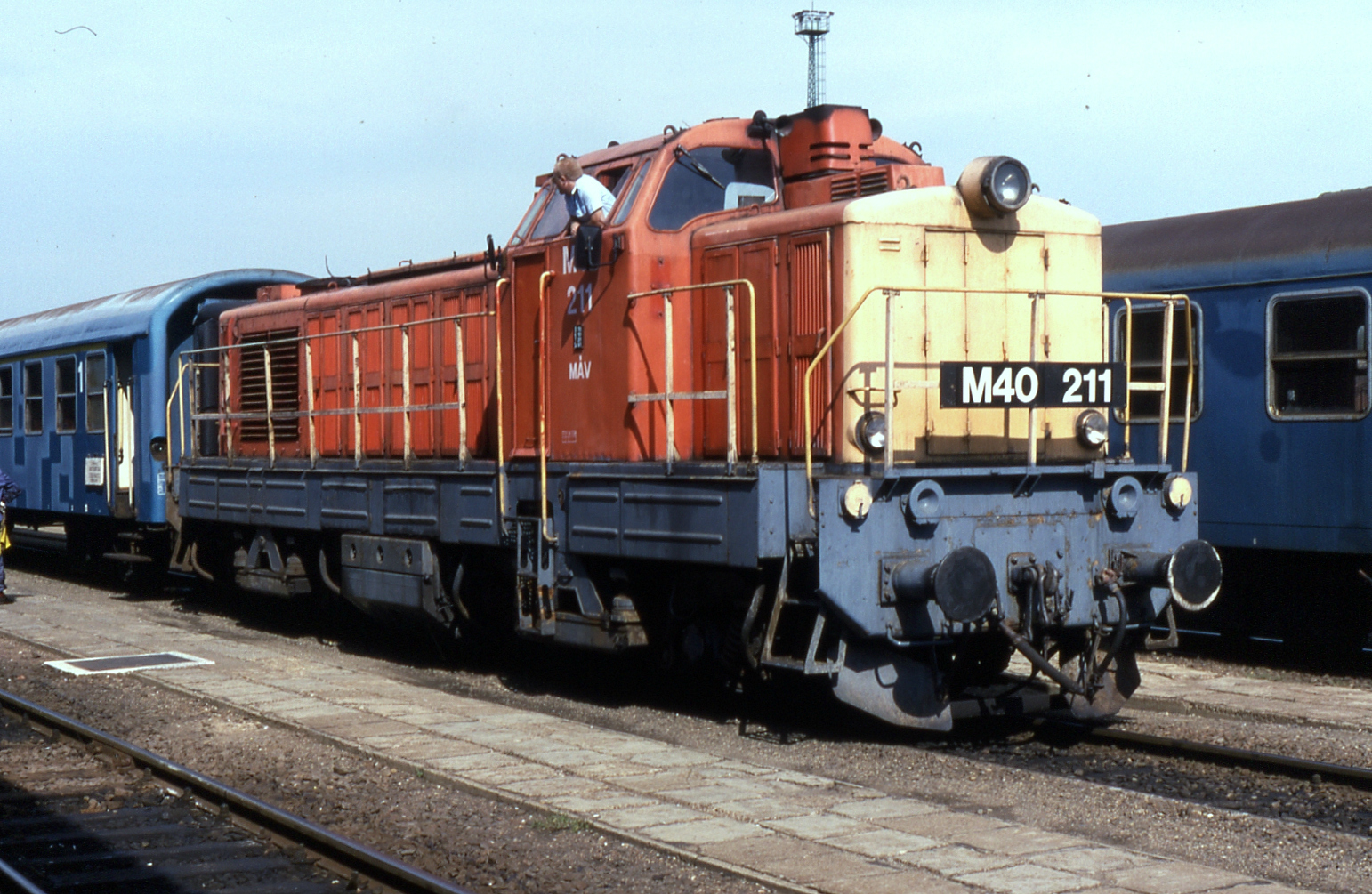
M40 vor einem Personenzug in Nagykanizsa im September 1994
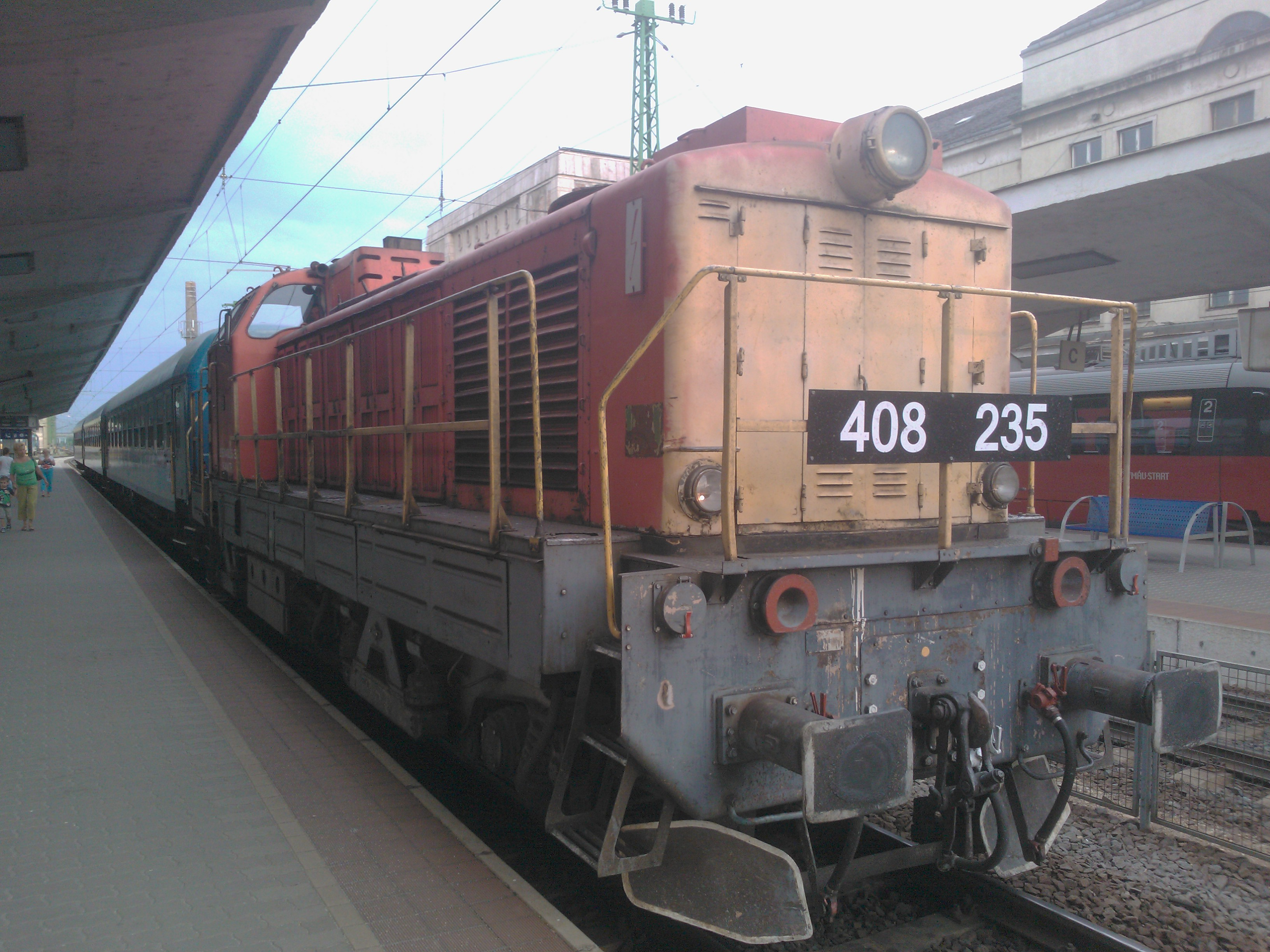
M40 in Győr 2013
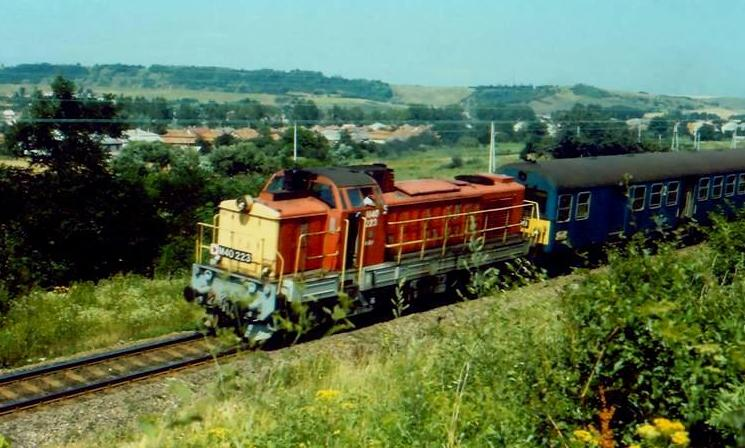
Einsatz vor einem Personenzug
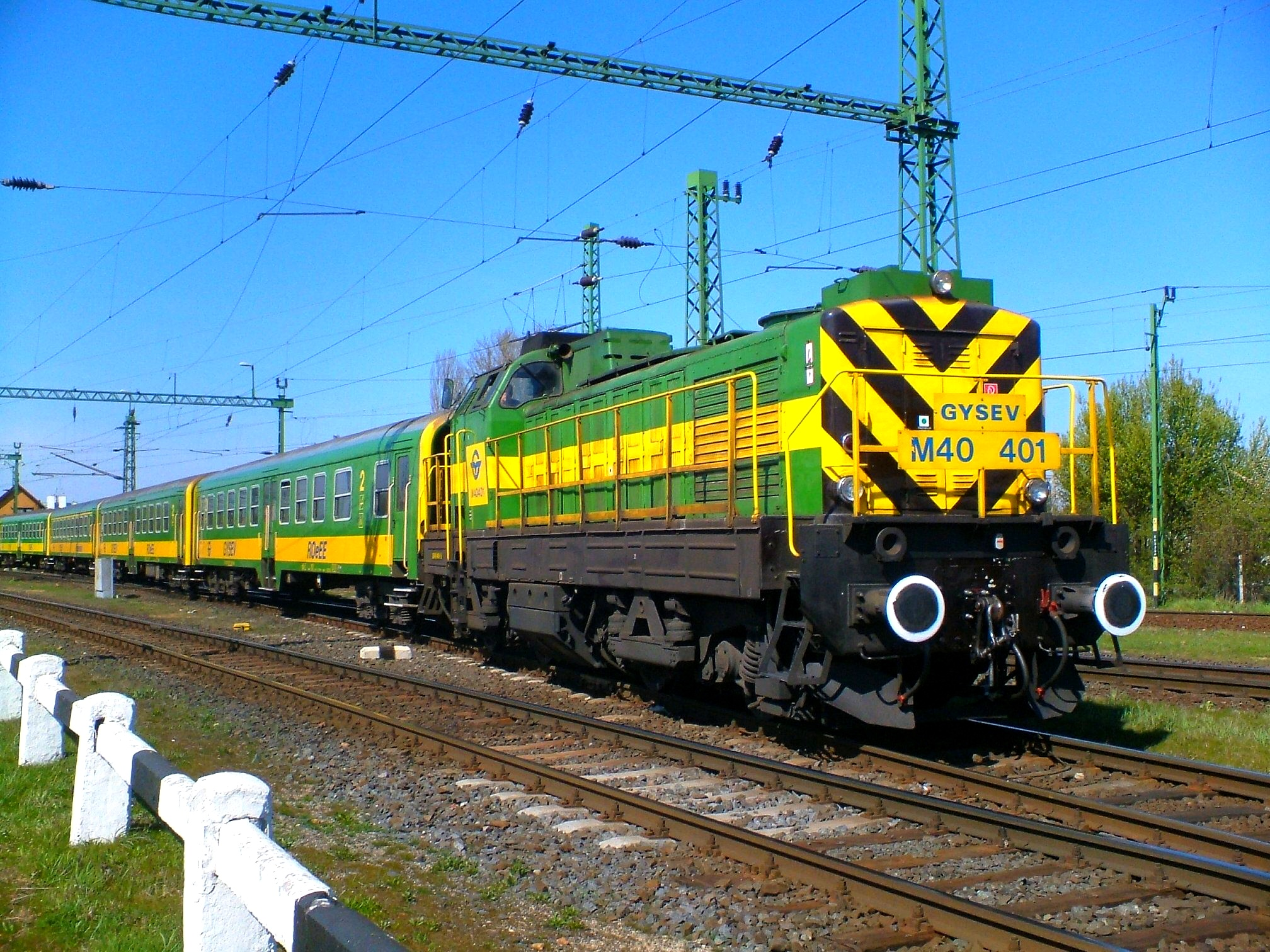
M40 bei der GySEV in Sopron